# Конч
Конч (ингуш. Кен) — река в России, протекает в Республике Ингушетия. Правый приток реки Сурхохи.

## География
Река Конч берёт начало в урочище Гашкен. Течёт на север, у села Сурхахи поворачивает на запад. Впадает в реку Сурхохи в селе Экажево. Устье реки находится в 1,5 км по правому берегу реки Сурхохи. Длина реки составляет 20 км, площадь водосборного бассейна — 37,4 км².

## Данные водного реестра
По данным государственного водного реестра России относится к Западно-Каспийскому бассейновому округу, водохозяйственный участок реки — Сунжа от истока до города Грозный. Речной бассейн реки — Реки бассейна Каспийского моря междуречья Терека и Волги.
Код объекта в государственном водном реестре — 07020001112108200005475.